# 利维乌·乔博塔留
利维乌·乔博塔留（羅馬尼亞語：Liviu Ciobotariu，1971年3月26日—），生于京帕齊鄉，罗马尼亚男子足球运动员。他曾代表罗马尼亚国家队参加1998年国际足联世界杯，结果队伍止步十六强。